# Hatvany Béla Csaba
Hatvany Béla Csaba (Budapest, 1944. június 22. – Berlin, 2024. március 30.) matematikus, tankönyvíró.

## Életpályája
Középiskolai tanulmányait Temesváron végezte (1962), a Temesvári Tudományegyetem matematika–mechanika karán szerzett számtantanári oklevelet (1968). Két éven át a Traian Vuia Politechnikai Intézet matematikai tanszékének tanársegédje, 1970-től az RSZK Akadémiája temesvári kutatócsoportjának matematikai osztályán volt kutató, 1976-tól újra a műegyetemen dolgozott mint a matematikai tanszék adjunktusa, miután két tanéven át a pisai Scuola Normale Superiore ösztöndíjasa volt. 1977-ben doktorált a temesvári egyetemen. Az American Mathematical Society és az Unione Matematico Italiano tagja volt.
Tanulmányait hazai és külföldi szakfolyóiratok, gyűjteményes kötetek és alkalmi kiadványok közölték. Több egyetemi tankönyv (Culegere de probleme de ecuații diferențiale. Temesvár, 1978; Culegere de calcul diferențial. Temesvár, 1981) társszerzője. Ismeretterjesztő írásai magyarul a Szabad Szó hasábjain jelentek meg.
1987 óta Németországban élt, szoftverfejlesztőként tevékenykedett. Privát docensként szoftverfejlesztési szemináriumokat tartott. Szakkönyveket publikált Magyarországon.
Tevékenyen részt vett a németországi magyar életben. Az Ulmi Magyar Kultúregyesület (ULMKE)tagja volt. 2001-2011 között a Németországi Magyar Szervezetek Szövetsége (BUOD – Bund Ungarischer Organisationen in Deutschland e.V.) elnökségének a tagja.
A Magyar Családtörténet-kutató Egyesület (MACSE) alapító tagja volt, 2012 és 2018 között elnökhelyettese.

## Munkássága
Főbb kutatási területei: numerikus analízis, algebrai struktúrák, matematikai logika, általános topológia.

## Önálló művei (válogatás)
- Hatvany, Cs.: MySQL.NET – MySQL Server adatbázis-programozás .NET környezetben, BBS-INFO, Budapest, 2007, ISBN 978-963-9425-16-3
- Hatvany, Cs.: ASP.NET vezérlők programozása, ComputerBooks, Budapest, 2005, ISBN 963-618-330-9
- Hatvany, Cs.: ASP 3.0 programozás, ComputerBooks, Budapest, 2004, ISBN 963-618-315-5
- Hatvany, Cs.: Bitképek feldolgozása Visual Basic programokból, ComputerBooks, Budapest, 2003, ISBN 963-618-294-9
- Hatvany, Adalbert Csaba: Stancu curves in CAGD. Rev. Anal. Numér. Théor. Approx. 31 (2002), no. 1, 71–87 (2003)
- Hatvany, Cs.: Post rings and Post algebras. I. Inst. Politehn. Traian Vuia Timisoara Lucrar. Sem. Mat. Fiz. 1986, May, 11–18.
- Nitoiu, R.; Hatvany, Cs.: Separation properties in bitopological spaces. Inst. Politehn. Traian Vuia Timisoara Lucrar. Sem. Mat. Fiz. 1985, November, 47–50.
- Hatvany, Cs. Stable sets in Post algebras. Inst. Politehn. Traian Vuia Timisoara Lucrar. Sem. Mat. Fiz. 1985, November, 23–26.
- Boja, N.; Daianu, D.; Hatvany, Cs.: On the Boolean algebra structure of a primale extent of fields. Inst. Politehn. Traian Vuia Timisoara Lucrar. Sem. Mat. Fiz. 1985, November, 7–8.
- Hatvany, Cs.: Direct decomposability for algebras. Inst. Politehn. Traian Vuia Timisoara Lucrar. Sem. Mat. Fiz. 1985, May, 49–50.
- Hatvany, Cs.: Direct decompositions of unit in modular lattices. Inst. Politehn. Traian Vuia Timisoara Lucrar. Sem. Mat. Fiz. 1985, May, 11–14.
- Rendi, D.; Hatvany, Cs.; Rendi, B.: On multimorphism of linear spaces. Itinerant seminar on functional equations, approximation and convexity (Cluj-Napoca, 1984), 169–172, Preprint, 84-6, Univ. "Babeș-Bolyai, Cluj-Napoca, 1984
- Hatvany, Cs.: Ideals in Lukasiewicz algebras. Inst. Politehn. Traian Vuia Timisoara Lucrar. Sem. Mat. Fiz. 1984, May, 75–77.
- Rendi, D.; Hatvany, Cs.; Rendi, B.: On continuous multimorphisms. Inst. Politehn. Traian Vuia Timisoara Lucrar. Sem. Mat. Fiz. 1984, May, 17–19.
- Hatvany, Csaba: Sectional representations of rings. Proceedings of the National Colloquium on Geometry and Topology (Busteni, 1981), 145–159, Univ. Bucuresti, Bucharest, 1983
- Hatvany, Cs.: Lukasiewitz algebras I. Topological representation theory. Timișoara: Universitatea din Timișoara, 1982
- Hatvany, Cs.: Infinitesimal deformations of analytic homomorphisms. Differential geometry (Budapest, 1979), 267–278, Colloq. Math. Soc. János Bolyai, 31, North-Holland, Amsterdam, 1982
- Hatvany, Cs.: Deformații infinitezimale de spații analitice. Timișoara: Universitatea din Timișoara, 1982
- Hatvany, Csaba: Boolean elements in pre-Boolean algebras. Bul. Stiint. Tehn. Inst. Politehn. "Traian Vuia" Timisoara 25(39) (1980), no. 1, 35–39 (1981)
- Hatvany, Csaba: Trivial regions of infinitesimal deformations. Bul. Stiint. Tehn. Inst. Politehn. "Traian Vuia" Timisoara 25(39) (1980), no. 1, 40–41 (1981)
- Hatvany, Csaba: On the deformations of flat analytic homomorphisms. Bul. Stiint. Tehn. Inst. Politehn. "Traian Vuia" Timisoara 23(37) (1978), no. 1, 34–36 (1979)
- Hatvany, Csaba: On the cohomology of analytical algebras. Period. Math. Hungar. 9 (1978), no. 1-2, 11–36.
- Hatvany, Cs.: Extensions of analytical algebras. Bul. Sti. Tehn. Inst. Politehn. "Traian Vuia" Timisoara 22(36) (1977), no. 1, 39–40.
- Hatvany, Cs.: On the cohomology of analytical algebras. Universitatea din Timișoara. Timișoara: Facultatea de Științe ale Naturii, (1976)